# La décadence latine

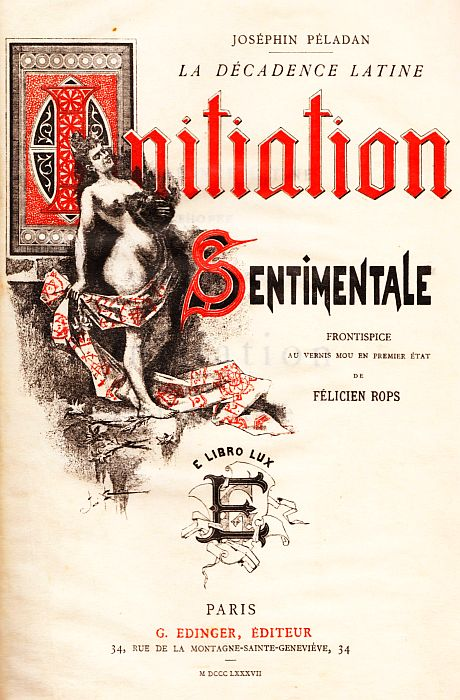
Omslagtekening van Initiation sentimentale (1887), deel 3 van Décadence latine

La décadence latine is een reeks van 21 symbolische romans, ingedeeld in drie groepen van zeven, van de Franse auteur Joséphin Péladan.
In een hoogdravende taal, vol overdrijvingen en allusies naar de culturen van de oudheid, confronteert hij de lezer met filosofische, esoterische, religieuze en ethische overdenkingen. In de gehele reeks is het verhaal slechts bijkomstig - het gaat om de filosofische inhoud.
Met het verschijnen van Le Vice Suprème (1884), het eerste deel, was Péladans naam als romanschrijver gevestigd. Zoals Jules Barbey d'Aurevilly in het voorwoord reeds aankondigde, zou dit boek slechts een hoekje zijn van het immens fresco dat Péladan ons zou schilderen. Het boek werd vaak herdrukt en in verschillende talen vertaald. Vanaf dit werk werd Péladan door de helft van zijn lezers ten hemel geprezen en door de andere helft verguisd.
Veel van deze titels werden geïllustreerd door Félicien Rops, Alexandre Séon of Fernand Khnopff.

## Titels van de Décadence Latine
1. Le Vice Suprème (1884)
2. Curieuse (1886)
3. Initiation Sentimentale (1887)
4. A Coeur Perdu (1888-1992)
5. Istar (1888)
6. La Victoire du Mari (1889)
7. Coeur en Peine (1890)
8. L'Androgyne (1891)
9. La Gynandre (1891)
10. Le Panthée (1892)
11. Typhonia (1892)
12. Le Dernier Bourbon (1895)
13. Finis Latinorum (1896-1899)
14. La Vertu Suprème (1900)
15. Pereat (1901)
16. Modestie et Vanité (1902)
17. Pérégrine et Pérégrin (1904)
18. La Licorne (1905)
19. Le Nimbe Noir (1906)
20. Pomone (1913)
21. La Torche Renversée (1914-1925)